# Paper Man
Paper Man es una comedia dramática estadounidense del año 2009 escrita y dirigida por Kieran Mulroney y Michele Mulroney. Protagonizada por Jeff Daniels y Lisa Kudrow, coprotagonizada por Emma Stone y Ryan Reynolds.

## Argumento
Richard Dunn es un escritor de libros fracasado, se muda a Los Ángeles en busca de inspiración mientras que Claire, su esposa trabaja en la ciudad como doctora. Richard conoce a Abby, una chica misteriosa y solitaria que ha sufrido mucho, ambos tienen sus amigos imaginarios que los van aconsejando a lo largo del largometraje.[cita requerida]

## Reparto
- Lisa Kudrow como Claire Dunn.
- Jeff Daniels como Richard Dunn.
- Emma Stone como Abby.
- Ryan Reynolds como Capitán Excelente.
- Kieran Culkin como Christopher.
- Hunter Parrish como Bryce.